# 波普蘭 (密蘇里州)
波普蘭（英語：Poplin）是位於美國密蘇里州斯托達德縣的鬼鎮。

## 歷史
波普蘭的郵局於1884年設立，其後於1886年停運。

## 地理
波普蘭所處的海拔為高於海平面99米（即325英呎），而該地所採用的時區為UTC-6，即北美中部時區（CST）。同時該地設有夏令時間，為UTC-6調快一小時，即UTC-5（CDT）。